# Ясна Поляна (Амурська область)
Ясна Поляна (рос. Ясная Поляна) — село у Октябрському районі Амурської області Російської Федерації. Розташоване на території українського історичного та етнічного краю Зелений Клин.
Входить до складу муніципального утворення Королинська сільрада. Населення становить 2 особи (2018).

## Історія
З 20 жовтня 1932 року входить до складу новоутвореної Амурської області.
З 1 січня 2006 року органом місцевого самоврядування є Королинська сільрада.

## Населення
| 2002 | 2010 | 2012 | 2013 | 2014 | 2015 | 2016 |
| ---- | ---- | ---- | ---- | ---- | ---- | ---- |
| 41   | ↘12  | →12  | ↘11  | →11  | ↘4   | ↘3   |
| 2017 | 2018 |      |      |      |      |      |
| →3   | ↘2   |      |      |      |      |      |

## Люди
Уродженці:
- Буцик Євген Георгійович (нар. 1951) — український письменник, лауреат літературної премії імені Тодося Осьмачки.